# Maurice Van Damme
Maurice E. Van Damme wym. [ˈmɔɹɪs vɐn ˈdɑ.mə] (ur. w 1888, zm. ?) – belgijski florecista, dwukrotny medalista olimpijski.
Na igrzyskach olimpijskich w Paryżu dwukrotnie stawał na podium. Najpierw Désiré Beaurain, Charles Crahay, Fernand de Montigny, Maurice Van Damme, Marcel Berré i Albert De Roocker zdobyli srebrny medal we florecie drużynowym. W turnieju indywidualnym Van Damme zdobył brąz, wygrywając cztery z sześciu pojedynków rundy finałowej. Wyprzedzili go jedynie Francuzi: Roger Ducret i Philippe Cattiau. Były to jego jedyne starty olimpijskie.
Nie zdobył medalu mistrzostw świata.